# Grevillea scapigera
Grevillea scapigera är en tvåhjärtbladig växtart som beskrevs av Edward George. Grevillea scapigera ingår i släktet Grevillea och familjen Proteaceae. Inga underarter finns listade i Catalogue of Life.